# Roger Walkowiak
Roger Walkowiak (Montluçon, 1927. március 2. – Vichy, 2017. február 6.) Tour de France-győztes francia kerékpárversenyző.

## Pályafutása
Öt alkalommal indult a Tour de France-on. 1951-ben az 57., 1953-ban a 47. helyen végzett. Az 1956-os versenyt úgy nyerte meg, hogy egyetlen egy szakaszgyőzelmet sem aratott. A verseny történetében ez volt a második ilyen eset. Az 1957-es versenyt címvédőként feladta. 1958-ban a 75. helyen végzett. A Tour-on soha egyetlen szakaszgyőzelmet sem szerzett pályafutása alatt.
A Vueltán két szakaszgyőzelem volt a legnagyobb sikere. 1956-ban a 13., Irun-Pamplona közötti szakasz nyerte meg. 1957-ben a 8., Madrid-Cuenca közötti szakaszon diadalmaskodott.

## Sikerei, díjai
- Tour de France
  - győztes: 1956
  - 47.:  1953
  - 57.:  1951
  - 75.:  1958
- Critérium du Dauphiné Libéré
  - 2.: 1955
- Vuelta a España
  - szakaszgyőzelem: 1956 (13., Irun – Pamplona), 1957 (8., Madrid – Cuenca)
- Tour de Dordogne
  - 3.: 1951
- Tour de l'Ouest
  - 2.: 1952 (1 szakasz győzelemmel)
  - 3.: 1954
- G.P de Vals-les-Bains
  - 3.: 1952
- Paris-Côte d'Azur
  - 2.: 1953
- Circuit du Cher
  - 3.: 1956
- Boucles du Bas-Limousin
  - 2.: 1958
- Tour du Sud-Est
  - 3.: 1958
- Tour de l'Aude
  - 3.: 1960
- Circuit d'Auvergne
  - 3.: 1960